# Freziera subintegrifolia
Freziera subintegrifolia là một loài thực vật thuộc họ Theaceae. Đây là loài đặc hữu của Bolivia.